# Qaher Harhash
Qaher Harhash (Wadi al-Joz, Jerusalén Este, 1998) es un modelo y actor palestino radicado en Berlín.

## Biografía

### Infancia y estudios
Harhash nació en Wadi Joz, Jerusalén Este. Tenía 7 años cuando sus padres, gerente de garaje y ama de casa, se divorciaron. Poco después, las FDI allanaron la casa familiar y arrestaron a su tío durante el Ramadán. En respuesta, su madre inscribió a Harhash en terapia y programas como Seeds of Peace y el Coro Internacional de la YMCA para ayudarlo a procesar el evento, al que él atribuye sus valores. Harhash asistió a la Escuela Americana de Jerusalén en Beit Hanina.

### Carrera
La hermana de Harhash veía desfiles de moda mientras crecía, debido a esto se interesó en modelar desde una edad temprana, inspirado por Tyson Beckford, planteándoselo por primera vez cuando tenía 14 años. A los 16 años, Harhash comenzó a postularse para agencias de modelos en Tel Aviv, pero le dijeron repetidamente que la industria no estaba preparada para un modelo masculino palestino y que ser palestino sería un problema. Luego de varios rechazos, finalmente fue aceptado por la Agencia Roberto Models. A pesar de los obstáculos, Roberto Ben Shoshan dijo que sabía que Harhash "sería famoso en el momento en que lo conocí. Me dio mucha esperanza". La primera sesión importante de Harhash fue con Noam Frost para el catálogo de invierno de 2016 de Rina Zin. Posteriormente empezó a reunirse con agencias en Milán y recibió respuestas "cálidas". Desfiló por primera vez en Renuar y tuvo su primera editorial en Xnet.
Por sugerencia y con el apoyo de su hermana, Harhash se mudó a Alemania en 2017 para estudiar, donde firmó con Iconic Management, con sede en Berlín, en 2018 y más tarde con Nest Model Management. Harhash dijo que "la gente aquí me aceptó muy rápidamente" como palestino y que era agradable "no tener miedo de que me pidan mi identificación". Harhash trabajó con marcas como Dolce & Gabbana, Hugo Boss, Diesel, Men's Uno Hong Kong, Holzweiler y Lacoste, y apareció en revistas como Vogue Alemania y Ucrania, GQ Italia y Medio Oriente, VMan y Avant-Garde.
En 2021, Harhash, Bella Hadid y Omar Sesay estrenaron la primera colección prêt-à-porter de Jean Paul Gaultier en seis años, titulada Les Marins. También ese año, Harhash publicó una historia en Instagram destacando la falta de acceso al agua que tienen los palestinos en Jerusalén Este en comparación con los colonos israelíes. Esto llevó a la diseñadora principal de Zara, Vanessa Perilman, a enviar mensajes racistas a Harhash. Después de que los mensajes se hicieran públicos, Zara enfrentó reacciones violentas y llamados a boicotear y despedir a Perilman.
Al año siguiente, Harhash protagonizó la campaña navideña de YSL. Él y Amira Al Zuhair encabezaron la campaña de Ramadán de 2023 de Prada. Harhash hizo su debut como actor como Bahlul junto a John Early en la película Stress Positions de Theda Hammel, que se estrenó en el Festival de Cine de Sundance de 2024.